# Canariognapha
Canariognapha là một chi nhện trong họ Gnaphosidae.